# Беоцистин
Беоцисти́н — психоактивный индольный алкалоид из семейства триптаминов. Монометиловый аналог диметилового псилоцибина. Содержится в большинстве псилоцибин-содержащих грибов наряду с норбеоцистином и псилоцином.
Первоначально синтезирован немецкими биохимиками в 1959 году из псилоцибина. В 1968 году выделен из культуры Psilocybe baeocystis Альбертом Лёнгом (Albert Y. Leung) и Эйрой Полом (Ara G. Paul).
В 1977 году обнаружен в Psilocybe semilanceata, Conocybe cyanopus, Conocybe smithii, Panaeolus subbalteatus, Psilocybe cyanescens, Psilocybe cubensis и Psilocybe pelliculosa. В 1979 году Copelandia chlorocystis был описан как содержащий беоцистин. В 1985 году выделен из нескольких видов Inocybe (I. aeruginascens, I. corydalina, I. coelestium и I. haemacta), а также Pluteus salicinus, Psilocybe bohemica и Psilocybe liniformans. В 1986 году найден в Inocybe calamistrata и образце Psathyrella candolleana. Также получен из Gymnopilus purpuratus (1989), Panaeolus antillarum, Panaeolus cyanescens и Psilocybe subcubensis (1992), Psilocybe samuiensis (1993), а также Psilocybe silvatica и Psilocybe stuntzii.